# Лажни објекти
Лажни објекти су објекти који служе за обмањивање непријатеља (методом имитације) о мјесту стварних војних објеката, или о намјерама, бројности и раду војних јединица. Спадају у мјере маскирања.

## Историја
Прва значајна појава лажних објеката је била у руско-јапанском рату 1904.-05., кад је порасла опасност од ватре развојем артиљерије и аутоматског оружја.
У Првом свјетском рату, са појавом извиђања из ваздуха лажни објекти се користе још више. Изграђују се лажни бункери, осматрачнице, ватрени положаји и оруђа, са циљем одвлачења ватре непријатеља са правих циљева. У позадини се граде лажна складишта, возила и војни логори. На Блиском истоку пред битку код Мегида Британци 1918. праве 15000 лажних коња од сламе и ћебади, ради обмањивања противника о стварној концентрацији трупа.
У [[Други светски рат|Другом свјетском рату лажни објекти се много примјењују на фронту и позадини. Британци код Тобрука 1941. имају лажне тенкове и авионе, а код Ел Аламејна 1942., осим лажних артиљеријских положаја и лажне логоре, складишта муниције, горива, жељезничке станице, аеродроме, па чак и лажни нафтовод. Овим је постигнуто да је на лажну жељезничку станицу око 8 км од Капуца (Capuzzo) бачено исто бомби колико и на праву. Пред нормандијски десант у Енглеској се граде лажна пристаништа, а десант почиње спуштањем хиљада лутака - макета падобранаца. 
Послије Другог свјетског рата расте значај лажних објеката и маскирања посебно у условима премоћи противника у ваздуху. Тако се у Корејском рату праве лажни тенкови и арт. оруђа, као и мостови. Јединице Ослободилачке војске јужног Вијетнама током Вијетнамског рата праве лажне мостове од бамбуса и траве, за привлачење напада јединица САД.

## Израда лажних објеката
При изради лажних фортификацијских објеката ширина и дужина су као код стварних, а висина знатно мања. Бојењем црном бојом, посипањем угљеном прашином или нафтом добија се утисак нормалне висине објекта из ваздуха. Лажни положаји су чињени вјеродостојним покретима правих јединица у близини, отварањем ватре на непријатеља, допунским радовима и слично. 
Лажне жичане препреке се праве побијањем кочића и повезивањем истих са ужетом, што из ваздуха даје утисак праве препреке. Лажна минска поља се праве са испупчењима земље на мјестима, а лажни путеви проласком јединица или ваљака неким правцем чиме се добија траг. Лажне пруге су прављене од дасака обојених подесном бојом. Аеродроми су рађени са бојењем или посипањем површина са пијеском или цементом за писте, са макетама авиона, зграда и слично. Лажне концентрације трупа користе макете возила, тенкова, шатора, оруђа и тако даље.
Да би се лажне грађевине и објекти брже израђивали препоручује се израда типизираних макета у мирнодопском времену, а оне могу бити и на надувавање. У најважније лажне објекте се убрајају ракетни положаји, базе снабдијевања, путеви и мостови.

## Други примери
- Кулисе и реквизити су у позоришту или у филмском студиу обично само атрапе, као и накит и фризуре извођача.
- У продавницама намештаја је намештај често са атрапама Књига и

потрошачком електроником опремљен у циљу да на потрошача остави утисак живота.
- Страшила за птице као и атрапе птица грабљивица односно птице упозорења могу бити атрапе да би од неког одређеног места удаљили птице где се визуелно имитирају људи или грабљивице.
- лажне лутке за тестирање отпорности на сударе у саобраћају које замењују вожача и сувозача.

- У армији се постављају атрапе које замењују возила, авионе или инфраструктуру да би се сачувала скупоцена техника или животи и у томе циљу се израђују модели од дрвета као и у циљу обмана за непријатеља.
- У Архитектури се са атрапама изводе утисци историјских грађевина са кулама, декорацијом фасада, орнамената и другом имитација индустријом која је некад почела израдом Потемкинових села или дизниленда који служи да би сакупљао новац од посетилаца у циљу забаве.
- Индустрија лепоте нуди атрапе за свакуприлику као перике, разне инплатате, вештачке зубе, контектна сочива у боји или улошке за груди.
- У техници за сигурност нуде се празна кућишта за сигурносне камере, детектори покрета или трепћући системе ради застрашивања и одвраћања персона.